# El Rodeo (San Marcos)
El Rodeo (ou San Jose el Rodeo) é uma cidade da Guatemala do departamento de San Marcos. 